# Burford Brown
Burford Brown er en ny hønserace. De lægger meget brune æg med tykke skaller. De lægger op til 200 æg første år. Racen blev udviklet i 1990 i Cotswold, England. Deres æg er blevet berømte i Storbritannien, og æggene findes på hylderne i mange forskellige butikker i Storbritannien. 